# Oskar Pischinger (firma)
Firmu Oskar Pischinger založil v roce 1884 rakouský továrník s cukrovinkami Oskar Pischinger (* 28. srpen 1863 Vídeň, † 7. leden 1919 Vídeň 8, Schmidgasse 14), vynálezce Pischingerova dortu (r. 1883), jehož novou vylepšenou variantu představil v roce 1909. Po kratším intermezzu ve firmě L. Pischinger & Sohn, kterou nakonec odprodal, se vrátil k výrobě pod značkou Oskar Pischinger, přičemž se mu podařilo svou firmu zdárně provést první světovou válkou. Po smrti Oskara Pischingera vedli firmu od roku 1919 jeho synové Jacques a Oskar (junior). Jacques Pischinger v roce 1928 firmu odprodal a novou majitelkou se stala Klara Peschek, která ji vlastnila až do roku 1939, kdy jí byl veškerý majetek arizován.
Po druhé světové válce obnovil ve Vídni rodinnou tradici výroby Pischingerova dortu a řezů syn Oskar Pischinger junior se svým synem Kurtem. Ten také v roce 1953 založil komanditní společnost Kurt Pischinger, kterou provozoval v 7. vídeňském okrese na Schottenfeldgasse až do roku 1982. Ve svých 63 letech firmu odprodal čokoládovnám Victor Schmidt & Söhne. Čokoládovny se v roce 1994 staly součástí koncernu Nestlé a Stefan Gaudernak firmu Kurt Pischinger GmbH oddělil a v roce 1995 se stal jejím jediným majitelem. V roce 2006 firmu odprodal cukrářské firmě Walter Heindl.

## Historie firmy Pischinger

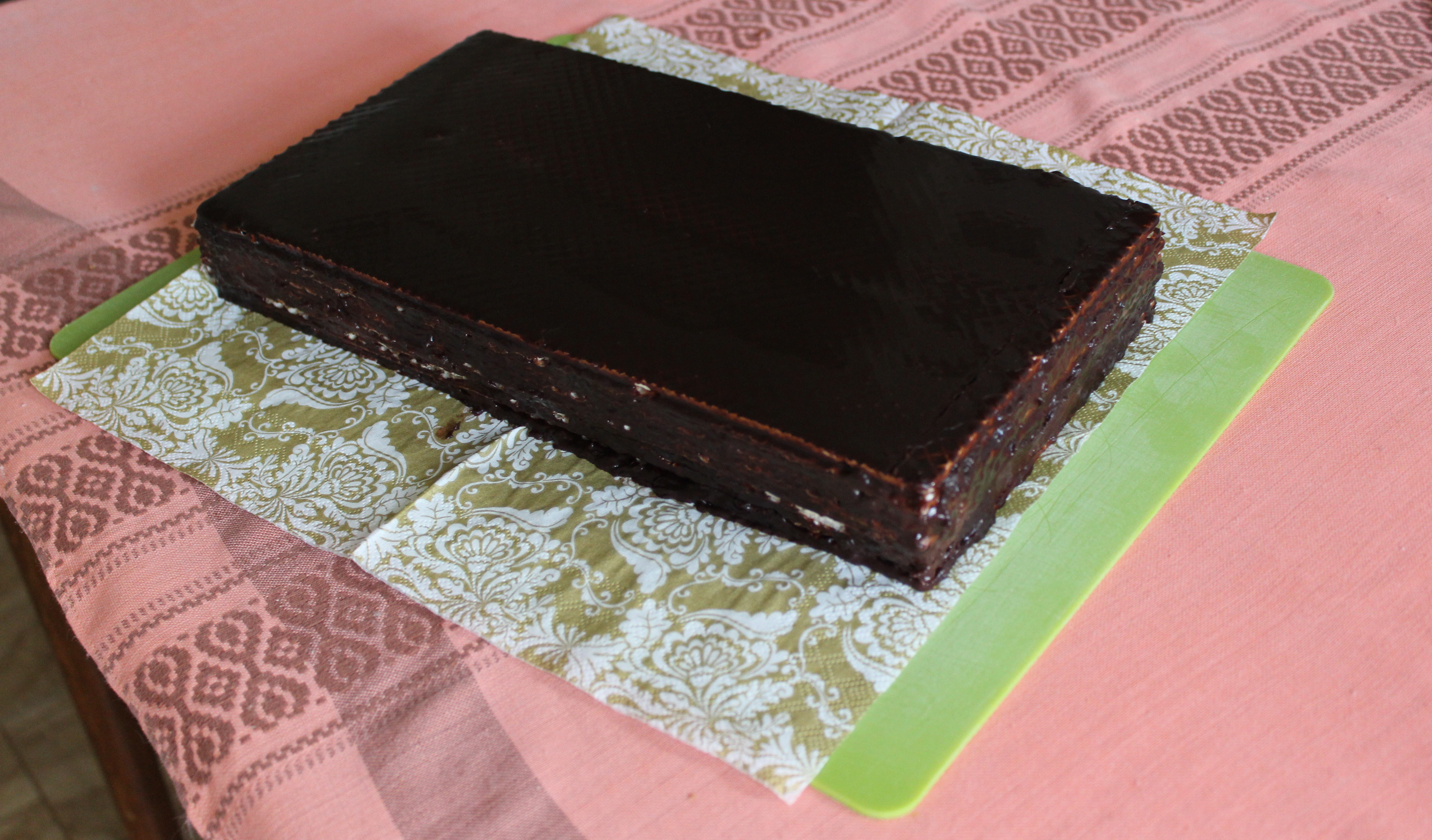
Pischingerův dort (Pischinger-Torte)

Cukrář Leopold Pischinger založil cukrářskou firmu pod názvem „Leopold Pischinger” v roce 1842. Z té postupem času vybudoval prosperující továrnu na cukrovinky se sídlem v 6. vídeňském okrese na Stiegengasse 3 a později přikoupil na protější straně ulice dům čp. 8. Po založení nové obchodní společnosti L. Pischinger & Sohn se synem Norbertem přikoupila firma vedlejší dům čp. 10 (Stiegengasse), kam byla cukrářská výroba převedena. Firma Leopold Pischinger byla tímto z obchodního rejstříku vymazána, otec Leopold Pischinger z nové společnosti vystoupil a tu pak vedl syn Norbert se společníkem jménem Franz Bossa, majitelem c.k. privilegované továrny na cukrovinky a čokoládu. V roce 1885 se Franz Bossa stal jediným majitelem a firma se za jeho vedení dostala do dluhů. V roce 1902 syn Oskar Pischinger firmu prodal a novým majitelem se stal Hans Jerié' a po něm Berthold Allina. Posledním majitelem byl od roku 1915 Adolf Grünberger. V roce 1934 šla celá pozůstalost po A. Grünbergerovi do soudní dražby a v roce 1935 bylo započato s demolicí továrních objektů na Rauchfangkehrergasse 34.

### Oskar Pischinger

#### Výroba (Wintergasse/Hartlgasse 21)
Syn Oskar Pischinger si nechal 16. září 1884 u c. k. Obchodního soudu ve Vídni zaprotokolovat firmu: „Oscar Pischinger” se sídlem ve 2. vídeňském okrese (nyní Brigittenau) na Wintergasse (nyní Hartlgasse) čp. 21. Majitelem firmy byl sám Oskar Pischinger a se svou ženou Marií Pischinger (rozenou Neumann) uzavřel ohledně majetkového vyrovnání 19. března 1883 manželskou smlouvu.
V listopadu 1885 uvedl Oskar Pischinger na trh specialitu Pischinger Torte (česky Pischingrův dort) a 23. prosince 1886 mu byla u Obchodní a živnostenské komory ve Vídni zaprotokolována kulatá obchodní značka č. 4761 s nápisem: „Pischinger Torte - Die beste Torte der Welt. Specialität.” (Pischingrův dort - nejlepší dort na světě) a 29. května 1886 ochranná značka č. 4550.
Pischingerův tort. J. Veličenstvem císařovnou nejv. uznáním vyznamenaný, stal se nedostižitelností svou světoznámým a dostati jej lze denné čerstvý u Ant. Klingera, Příkopy, Martina a Riegla c. k. dvor. dodav., Konráda Vrbíka, Perštýn, A. Kučery, Ferd. tř., Karla Schwaba, Ovocný trh. Hlavní zasýlatel: Oskar Pischinger, Vídeň, Brigittenau.
Národní listy, 16.1.1887
Jen do Vánoc 1885 exportovala firma více než 10 000 balení do všech koutů světa. Jedno balení zaslala také císařovně na rezidenci do Gödöllő. Pischingrův dort sestával z karlovarských oplatek spojených čokoládovo-oříškovou náplní, které byly zalité čokoládovou polevou. Firmu proslavil prakticky hned po celém území bývalého Rakouska-Uherska.
Vysoké vyznamenání udělila Jí. Veličenstvo rakouská císařovna a královna panu Oskaru Pischingrovi za torty jím vyráběné, jichž přes 20.000 kusů do všech dílů světa zasláno bylo. Výtečný tento výrobek zvlášť znamenité jakosti dochází všeobecného povšimnutí. Převyšuje vše, co v tom oboru dosud známo. Hlavní zasilatelství: Oskar Pischinger, Vídeň II., Taborstrasse 22.
Národní listy, 24.4.1886

#### Výroba (Burggasse 31)
V roce 1888 se Oskar Pischinger s rodinou přestěhoval do nového domu, který pro něj navrhl architekt Wilhelm Jelinek. Dvoupatrový dům se nacházel v 7. vídeňském okrese na Burggasse 31. Do přízemí byla umístěna výrobna, obchod a kancelář, bytové prostory do prvního a druhého patra. Další prodejny se ve Vídni nacházely v centru na Kärntnerstraße 48 a Taborstraße 22 (Leopoldstadt).
V dubnu roku 1888 si Oskar Pischinger nechal ochránit pečicí formu (opětovně pak v roce 1890) a ve stejném roce uvedl na trh oplatkový dort „Kronprinzessin Stefanie-Torte” (Dort korunní princezna Stefanie), který nazval podle belgické princezny Stefanie, manželky korunního prince Rudolfa. Na konci roku 1888 uvedl na trh další novinku „Pischinger-Haselnuss-Chocolade” (Pischingrovu oříškovou čokoládu/(Chocolade de Noisette), která byla k dostání buď jako zmrzlina (Eis) nebo nápoj (Trink-Chocolate).
Zasýlání poštou denně. Zasýlám proti zasláni r. m. zl. 8 bedničku na zkoušku, obsahující: 
- 1 světoznámý Pischingerův dort,
- 1 velejemný koláč,
- 1 kilo nejjemnějšího zákuskového pečiva,
- 1 kilo nejjemnějšího pečiva k čaji a vínu
- 100 kusů prima plněných zákuskových měchurek,

denně čerstvého zboží, vypláceně a obal neúčtuje, do všech poštovních stanic za r. m. zl. 8. Poloviční bednička za r. m. zl. 4,50. 
Nejvyšší vyznamenání Její Veličenstva císařovny.
Nejvyšší uznání Její císař. Výsosti paní korunní princezny vdovy Štěpánky.

- Oskar Pischinger továrna specialit ve Vídni
Národní listy, 20.4.1890
V roce 1889 vstoupil syn Oskar opět do bývalé otcovy firmy „L. Pischinger & Sohn”, která stála již na pokraji úpadku, přičemž veškerý movitý i nemovitý otcův majetek byl obstaven. Dne 15. července 1889 byla u c. k. obchodního soudu ve Vídni zaprotokolována firma: L. Pischinger & Sohn, veřejná společnost od 1. července 1889. Jejími veřejnými společníky se stali: Franz Bossa, majitel továrny na čokoládu a cukrovinky ve Vídni na Stiegengasse 8 a 10, Oskar Pischinger, cukrář, oba bytem ve Vídni. V lednu 1890 převedl Oskar Pischinger jako jediný majitel firmy „L. Pischinger & Sohn” její sídlo do Burggasse 31. Následně byla firma „Oskar Pischinger” vymazána z obchodního rejstříku.
S obchodníkem Salingem z Vídně založil obchodní společnost s názvem: „Bisquit-Fabrik Vindobona Oskar Pischingec & Co” k výrobě cukrářských výrobků, jejímiž společníky se od 1. července 1890 stali: 1. cukrář Oskar Pischinger a 2. obchodník Theodor Saling. V lednu roku 1892 byla obchodní společnost zrušena a Theodor Saling se stal jediným majitelem firmy s názvem: „Bisquit-, Chocolade- und Zuckerwaaren-Fabrik Vindobona Theodor Saling” k provozování tovární výroby biskvitů, čokolády a cukrovinek se sídlem na Burggasse 31.
Dne 28. února 1893 si nechal Oskar Pischinger zaprotokolovat firmu „Oskar Pischinger” se sídlem v 7. vídeňském okrese na Burggasse 31 a na podzim 1894 byla firma Theodora Salinga (Bisquit-, Chocolade- und Zuckerwaaren-Fabrik Vindobona) vymazána z obchodního rejstříku. Po úmrtí otce v dubnu 1894 převedl 29. května 1894 sídlo firmy L. Pischinger & syn opět do Stiegengasse 8-10 a svou firmu Oskar Pischinger převedl na manželku. Firma se sídlem v Burggasse 31 pak nesla název M. Pischinger. Majitelkou firmy byla Marie Pischinger a její manžel Oskar držel prokuru.

#### Výroba (Stiegengasse 8-10)
Po úmrtí otce Leopolda Pischingera si nechal Oskar Pischinger 29. května 1894 zaprotokolovat firmu „L. Pischinger & Sohn” v 6. vídeňském okrese na Stiegengasse 8-10. Ve stejný den vyhlásil c. k. obchodní soud ve Vídni na tuto firmu konkurs věřitelů, který po nuceném vyrovnání věřitelů v roce 1896 uzavřel.
Podle vídeňského obchodního rejstříku byl Oskar Pischinger od 16. července 1889 do 10. ledna 1890 veřejným společníkem firmy „L. Pischinger & Sohn”, od 10. ledna 1890 do 13. listopadu 1900 jediným majitelem a od 13. listopadu 1900 do 30. září 1902 veřejným společníkem.
10.000 kg. zlomkové čokolády ve větším množství, 1 kg za 80 kr. prodává c. k. priv. továrna na čokoládu firmy L. Pischinger a syn ve Vídni, 6. okres, Stiegengasse, číslo 8 a 10.
Národní listy, 14.4.1897
Po jeho vystoupení se stal novým majitelem firmy Hans Jerié a nesla název „L. Pischinger & Sohn Nachf. Schokolade- und Zuckerwaren-Fabrikation” (L. Pischinger a syn, následník, tovární výroba čokoládových a cukrovinkových výrobků), po změně na obchodní společnost přistoupil společník Berthold Allina a název firmy byl upraven na: „L. Pischinger & Sohn Nachf. Jerié & Co. Schokolade- und Zuckerwaren-Fabrikation”, jejímiž společníky byli: 1. Berthold Allina, 2. Hans Jerié (manželská smlouva s Anna Marie Jerié, rozená Schaureck). Nakonec se stal v roce 1904 jediným majitelem firmy Berthold Allina a firma se vrátila k názvu: „L. Pischinger & Sohn Nachf.”. Až do roku 1907 zastával Oskar Pischinger ve firmě post technického ředitele.

#### Výroba (Schaumburgergasse 11)
V lednu 1909 založil Oskar Pischinger opět svoji vlastní firmu (tentokrát neprotokolovanou) „Oskar Pischinger, Torten- u. Spezialitäten-Fabrik” (Oskar Pischinger, továrna na dorty a speciality) se sídlem ve 4. vídeňském okrese na Schaumburgergasse 11. Druhá továrna se nacházela v Berlíně na Prinzen-Allee 68. Syn Jaques Pischinger působil jako obchodní zasilatel v Bukovině. Zasilatelství sídlilo ve městě Czernowitz na Pruthgasse 6. V roce 1910 avizoval v tisku také celou řadu novinek:
- Marrons Espagnoles (tekuté jedlé kaštany)
- Mocca Turque (kávový krém)
- Kolibri Roulards (čokoláda)
- Figues Noisette (krém z lískových oříšků)
- Grenoble Nüsse (oříškový krém)
- Ananas-Erdbeeren (jahodový krém)
- Orangenspalten (pomerančový krém)
- Schaumburger Hippes (Schaumburger oplatkové trubičky)
- Wiener Rathhausteller-Bonbons (Vídeňské radniční bonbony s vinnou náplňí)
- Cremeschnitten (Krémové řezy s 8 druhy náplní)
- Desert Mixi (vafle s náplní: krokant, káva, ovoce)
- Echte Pischinger-Torte neu (Právý Pischingrův dort nový)[62]

Časté napodobování pischingrového dortu a řezů, zejména ze strany obdobně znějící vídeňské firmy, vedlo Oskara Pischingra k tomu, že se prostřednictvím tisku obrátil na spotřebitele, které tímto poprosil, aby kupovali pouze pravé Pischingrovy výrobky, které opatřoval jak na obalu tak samotném produktu slovy: „Vom Erfinder Oskar Pischinger” (Od vynálezce Oskara Pischingera). Dne 8. března 1910 nechal do obchodního rejstříku zapsat změnu názvu firmy: Ur Pischinger Oskar Pischinger, Erzeugung von Zuckerbäckerwaren (Tradiční Pischinger Oskar Pischinger, výroba cukrářského zboží). a 20. dubna 1910 se vrátil k původnímu názvu Oskar Pischinger. Dne 10. června 1910 změnil název na Oskar Pischinger, výroba cukrářského zboží na tovární výrobu cukrovinek, čokoládových výrobků a dortů
V dubnu 1910 obdržel Oskar Pischinger ze zámku Konopiště povolení prodávat svoji novou vanilkovou specialitu pod názvem Herzogin-Sophie-Krapfen (Koblihy vévodkyně Sofie), kterou tak nazval na počest povýšení Žofie Chotkové, manželky následníka trůnu Františka Ferdinanda d'Este, na vévodkyni z Hohenbergu. V dubnu 1911 podal žádost o udělení občanství, které bylo vyhověno.
V listopadu 1913 zaslal Oskar Pischinger císaři Františku Josefovi I. svůj pravděpodobně jeden z posledních vynálezů Pischinger Nockerltorte (Pischingrův nokový dort). Tato nová specialita byla Jeho Veličenstvu servírována 24. listopadu 1913, o čemž byl autor zpětně informován c.k. dvorní hospodářskou kanceláří.

#### Výroba (Rotenhofgasse 29)
V lednu 1914 se vrátil z Bukoviny syn Jacques, kde působil jako disponent, a otec mu udělil ve firmě prokuru. Po vypuknutí 1. světové války se Oskar Pischinger skrze inzerci v tisku znovu obracel na zákazníky a upozorňoval na skutečnost, že na trhu jsou v oběhu Pischingerovy dorty s názvy «Original» (originální), «Ur» (tradiční) a «Echt» (pravé)« od firmy «L. Pischinger & Sohn, Nachf.» se sídlem v 15. okrese na Rauchfangkehrergasse 34 (majitele A. Grünbergera) a že c. k. Správní soudní dvůr 10. července 1914 rozhodl ve prospěch Oskara Pischingera s tím, že takové tvrzení se nezakládá na pravdě.
V této době již Oskar Pischinger přesunul hlavní výrobu do továrny v 10. vídeňském okrese, kde koupil v dubnu 1914 od Adalberta a Amalie Reissových na Jagdgasse dům čp. 43 a na rohu Jagdgasse a Rotenhofgasse dům čp. 41. V prosinci 1916 odkoupil na Rothenhofgasse od Johanna a Josefiny Bulderových dům čp. 27. Po stavebních úpravách pak přeložil sídlo firmy na Rothenhofgasse, část výroby se nacházela ve filiálce v 1. okrese na Giselastraße 1 (nyní Bösendorferstraße) a krátce ještě ve 4. okrese na Schaumburgergasse 11, v lednu 1918 přibyla filiálka v 1. vídeňském okrese na Kolowratstraße 12 (Kolowratring, od r. 1928 Schubertring).
V roce 1915 zahájila firma Oskar Pischinger na podnět válečného sociálně podpůrného spolku Schwarz-gelbes Kreuz (Černo-žlutý kříž) výrobu a prodej dortů, tartaletek a bonbonů. Pischingerovy dorty ve tvaru osmiúhelníku s vyobrazením černo-žlutého kříže byly vějířovitě baleny do kartonových krabic, také tartaletky a bonbony nesly logo válečné podpůrné akce. Zhruba šestina prodejní ceny putovala podpůrnému spolku pro rodiny válečně postižených. V červenci 1916 povolilo c. k. místodržitelství pro Dolní Rakousko výboru sociálnímu spolku Schwarz-gelbes Kreuz (Černo-žlutý kříž) a firmě Oskar Pischinger ve Vídni rozšíření válečné sbírky formou prodeje Pischingerových dortů a cukrovinek na území Dolního Rakouska.
Oskar Pischinger zemřel 7. ledna 1919 ve vídeňském sanatoriu a je pochován společně se svou manželkou Marií na Vídeňském ústředním hřbitově.

## Následnické firmy
Dne 29. dubna 1919 byla v obchodním rejstříku firem provedena změna údajů. Sídlo firmy Oskar Pischinger se nyní nacházelo v 10. vídeňském okrese na Rotenhofgasse 29, název firmy zněl „Oskar Pischinger, Fabriksmässige Erzeugung von Zuckerwaren, Schokoladenwaren und Torten” (Oskar Pischinger, tovární výroba cukrovinek, čokoládového zboží a dortů). Majitel firmy Oskar Pischinger (senior) byl z důvodu úmrtí vymazán. Veřejnými společníky této obchodní společnosti se od 7. ledna 1919 stali: 1. Jacques Pischinger z Vídně, 2. Oskar Pischinger (junior) z Vídně. Prokura syna Jacquese byla zrušena a podpisové právo měli oba bratři (Jacques i Oskar junior). V lednu 1920 se dalším rovnocenným společníkem stal Franz Wilhelm Pischinger.
Oskar Pischinger junior 21. srpna 1920 prodal třípatrový činžovní dům z roku 1891 (17 bytů) na Rotenhofgasse čp. 27, novou majitelkou se stala Olga Sylvie Pischinger. Ta ho pak v roce 1927 odprodala Irene Eisermann. V roce 1921 si bratři firmu rozdělili: 1. Firma Oskar Pischinger, 10. okres, Rotenhofgasse čp. 27-29, 2. Oskar Pischinger, 10. okres Jagdgasse 41-43, přičemž Jacques bydlel ve 3. okrese na Lagergasse 2 a Oskar ve 4. okrese na Graf-Starhemberg-Gasse 4. V roce 1922 Jacques Pischinger koupil obě budovy na Jagdgasse, čp. 43 třípatrový činžovní dům z roku 1900 (12 bytů) a čp. 41 jednopatrovou tovární část z roku 1889.

### Konkurenční firma Josef Pischinger
V lednu roku 1921 založili společníci Julius Frankl a Josef Pischinger firmu Josef Pischinger & Co. na výrobu čokoládových výrobků a bonbonů se sídlem ve Vídni na Bachergasse 5. Firma vyráběla Pischingrovy dorty s nápadně podobným obalem a popisem, přičemž název produktu byl psán velkým písmem a název firmy naopak písmem drobným. V roce 1922 Julius Frankl ze společnosti vystoupil.
VAROVÁNÍ!
Za účelem pro sebe využít dobrého jména známých Pichingerových výrobků, spojil se pan JULIUS FRANKL s panem JOSEFEM PISCHINGEREM a vytvořili společnost JOSEF PISCHINGER & Co. V zájmu ochrany veřejnosti před případnou újmou tímto prohlašujeme, že výše zmíněný pan JOSEF PISCHINGER nestojí s naší rodinou a společností v žádném příbuzenském, popřípadě obchodním vztahu, nezná naše zděděné originální recepty a postupy a že se jedná o zjevný pokus nekalé soutěže, proti které jsme již podnikli zákonem přípustné kroky. 
OSKAR PISCHINGER
Hlavní sídlo firmy: Vídeň
Tovární pobočky: Budapešť, Bratislava, Buenos-Aires
Neues Wiener Tagblatt, 25.12.1921
Od 13. července 1924 se firma Josef Pichinger & Co., otevřená obchodní společnost na výrobu čokoládového zboží, bonbonů a pečiva, nacházela v držení Oskara Peschka. Oskar Peschek (* 7. listopad 1890) si v roce 1919 v 7. okrese na Kaiserstraße 18 otevřel nejprve obchodní agenturu. V listopadu 1921 byl Oskar Peschek, narozený 7. listopadu 1890 v Čechách, ženatý, bydlištěm ve Vídni na adrese Kaiserstraße 18, odsouzen za řetězový obchod s 30 pytli cukru k 5 dnům přísného vězení a pokutě 10 000 korun. V roce 1920 provozoval i velkoobchod v 6. okrese na Gumpendorfer Straße 74, kde si pak v roce 1921 založil vlastní firmu Oskar Peschek s obchodem se smíšeným zbožím. V roce 1921 vlastnil v 9. okrese na Grünentorgasse 8 čtyřpatrový činžovní dům.
V roce 1922 obchodoval též v 7. okrese na Neustiftgasse 71 s kakaovými výrobky. V roce 1923 koupil v 5. okrese jednopatrový dům na Rechte Wienzeile 2B.
Vedle provozování vlastní firmy Oskar Peschek byl společníkem v několika firmách (Rudolf Bier & Co., Pallik & Stiasny na výrobu klavírů, Thöne & Fiala továrna na stroje), z kterých po vstupu do firmy Josef Pischinger a Co. vystoupil a jako společník byl v obchodním rejstříku vymazán. V roce 1926 byl také s dalšími obchodníky (Julius Herzfeld, Dezsö Elias, Oskar Peschek) likvidátorem firmy Adolf Schicht Nástupce, továrna na čokoládu. Po soudním vymáhání dluhů a ukončeném vyrovnání nakonec svou vlastní firmu zrušil. V srpnu roku 1926 vstoupil Oskar Peschek do firmy Oskar Pischinger, jejíž majitelkou se v roce 1928 stala jeho žena Klara Peschek.

### Dceřiné firmy pod značkou Oskar Pischinger
- Bratislava (s pobočkou v Polné)

Po rozpadu Rakouska-Uherska byla zřízena firma Oskár Pischinger a spol., špeciálna továreň na jemné čokolády a bonbony v Bratislavě. Ta měla pro výrobu čokolády svou pobočku v Polné (Oskar Pischinger a spol., továrna na čokoládu), kterou provozovala židovská rodina Franklových z Bratislavy (společníci otec Markus Frankl a syn JUDr. Dezider Frankl). Oba společníci v Polné zřídili též pod bratislavskou pekařskou firmou David Frankl pekárnu (David Frankl, tovareň na chlieb Bratislava). Po smrti otce vedl podnik syn Dezider Frankl.
V tajné německé zprávě k hospodářské situaci na Slovensku po roce 1939 se uvádělo, že v neárijských rukách se v roce 1941 stále nachází firma Pischinger (ačkoliv pod správou komisaře), která vyrábí převážně vaflové zboží a v menším množství čokoládové a dezertní bonbony. JUDr. Dezider Frankl (* 7.12.1897 Bratislava, † 1944 Auschwitz) byl nejprve 27. června 1942 určen na práci do továrny na chleba Zeman a spol., dne 3. října 1944 byl nakonec se svou manželkou Mariannou Lisolettou rozenou Böhm (* 1913, † 1944) deportován do sběrného tábora v Seredi a odtud do koncentračního tábora Auschwitz.
- Budapešť

V roce 1921 byla zřízena dceřiná firma Pischinger Oszkár, torták és cukrászati különlegességek gyára v Budapešti VI. na ulici Eötvös utca 51.
- Hamburk
- Krakov (do r. 1929, pak pod firmou J. Pischinger a spol. s.r.o.)

V roce 1923 zřídila firma pobočku (Zweigniederlassung) v Hamburku a ve stejném roce též v Krakově. Polská firma s názvem Oskar Pischinger, Fabryka czekolady, cukrów, tortów i ciastek sídlila na ulici Berka Joselewicza 26. Poté, co Oskar Peschek a Klara Peschek ovládli vídeňské firmy Oskar Pischinger a Josef Pischinger & Co, byla výroba v Krakově převedena v roce 1929 do továrny na ulici Kącik 22 a provozována pod firmou J. Pischinger & Co s.r.o..

### Rozchod bratrů Jacquese a Oskara jun. (1925)
Ke konci roku 1925 došlo mezi bratry Jacquesem (německy Jakobem) a Oskarem k rozporům a Oskar Pischinger ze společnosti vystoupil. Jediným majitelem firmy se stal Jacques Pischinger. Podle smlouvy ze dne 31. prosince 1925 měla vídeňská firma pokračovat pod nezměněným firemním názvem.
Oskar Pischinger junior se ve výše uvedené smlouvě zavázal, že v Rakousku nezaloží ve stejném oboru výroby cukrovinek čokoládových výrobků a bonbonů žádnou firmu se stejným názvem (Oskar Pischinger) a že nebude přímo či nepřímo ani v takové obchodní společnosti působit. Jacques Pischinger se zavázal, že nebude v Německu zakládat ve stejném oboru firmu pod názvem Oskar Pischinger. jun. nebo se na výrobě čokolády a cukrovinek přímo či nepřímo u takové společnosti podílet.
Dohoda měla vstoupit v platnost v okamžiku, kdy Oskar Pischinger v Německu založí firmu pod názvem Oskar Pischinger jun. nebo se stane jejím společníkem. Jak firma Oskar Pischinger ve Vídni tak budoucí firma Oskar Pischinger jun. směly nadále používat na obalech a produktech označení: „Od vynálezce Oskara Pischingera”. Oba bratři se též zavázali, že si nebudou vzájemně zasahovat do svých odbytišť. Firma Oskar Pischinger bude působit na rakouském trhu a budoucí firma Oskar Pischinger jun. měla působit v Německu. V případě bankrotu jedné nebo druhé firmy se smluvní konkurenční body rušily.

### Prodej firmy Oskar Pischinger - majitelka Klara Peschek (arizace)
Jacques Pischinger se 31. prosince 1925 zavázal k finančnímu vypořádání se svým bratrem Oskarem, přičemž mu měl za jeho podíl zaplatit 10 000 šilinků. Tuto povinnost však nikdy nesplnil. Dne 5. ledna 1926 byl Oskar Pischinger junior vymazán u firmy z obchodního rejstříku. Dne 26. července 1926 proběhlo zapsání o udělení prokury, kterou obdržel Oskar Peschek.
V roce 1928 Jacques Pischinger firmu prodal. Novou majitelkou firmy „Oskar Pischinger” se stala Klara Peschek a to se všemi právy a závazky. Kupní cena spočívala v převzetí obchodních dluhů ve výši 106 000 šilinků a doplatku dalších 30 000 šilinků. Oskar Peschek zůstal nadále prokuristou. V té době firemní nemovitý majetek sestával z tovární budovy na rohu Jagdgasse čp. 43 a Rotenhofgasse čp. 29 a činžovního domu na Jagdgasse čp. 43. Dceřiné firmy se nacházely v Hamburku, Buenos Aires, Budapešti, Bratislavě, Černovicích (Cernauti) a Osijku.
V roce 1931 podala firma Oskar Pischinger žalobu proti nekalé soutěži firmy L. Pischinger & Sohn Nachfolger a požadovala, aby firma upustila od označování „Original Pischinger-Torte“, „Echte Pischinger-Torte“ nebo „Ur-Pischinger“. Žalovaná společnost namítala, že je právním nástupcem původní společnosti Leopold Pischinger a má proto nárok takové označení používat. Soud vyhověl žalobě do té míry, že nový Pischingerův dort, který začala firma L. Pischinger & Sohn Nachfolger napodobovat a vydávat pod označením „Originální Pischingerův dort“ nebo „Pravý Pischingerův dort“ či „Tradiční-Pischinger“, nesměl být firmou L. Pischinger & Sohn Nachfolger nadále takto na obalech a etiketách označován. Během léta 1931 se firma L. Pischinger & Sohn Nachfolger stala insolvenční, vstoupila do vyrovnávacího řízení a po soudní dražbě v roce 1934 se započalo s demolicí továrních objektů.
Po anšlusu Rakouska se podařilo Oskarovi Peschkovi před důsledky Norimberských zákonů ze země uprchnout a ještě v roce 1938 založit ve Walesu (Merthyr Tydfil) firmu „OP Chocolate”, továrnu na čokoládové cukrovinky, vafle a oplatky (nyní OP Chocolate Limited). Majitelkou firmy Oskar Pischinger, specializované továrna na čokolády, dorty, bonbony a jemné pečivo byla v roce 1938 Klara Peschek se sídlem na Rotenhofgasse 27-29. V roce 1939 obdrželi prokuru Otto Altrichter a Bruno Marek.
Podle Völkischer Beobachter ze 17. dubna 1944 byla firma Oskar Pischinger na Rotenhofgasse 29 po zrušení prokury (Otto Altrichter a Bruno Marek) v majetku Velkoněmecké říše (pod správou Říšského ministerstva financí) a byla nabídnuta do správy věrné ruky (Treuhänder, Kurator).
V dubnu roku 1949 uváděl majitel firmy Oskar Pischinger skrze rakouské noviny «Neues Österreich», že se firma nachází od prodeje v roce 1928 již po dvacet let v držení stále stejného majitele a že se tedy nejedná o arizaci podniku, poválečné získání či něco podobného.
V roce 1951 Nejvyšší soud ve Vídni ve svém rozhodnutí soudního procesu vedeném firmou Oskar Pischinger proti Oskarovi Pischingerovi junior uváděl, že majitelka firmy Klara Peschek (Klara P.) v roce 1939 do firmy přijala společníka (jistého Luise G.) a v roce 1944 firmu opustila, přičemž na její místo vstoupil do firmy nový společník (jistý Rudolf Karl H.)
Americká digitální databáze muzea „United States Holocaust Memorial Museum” se sídlem ve Washingtonu, sestavená na základě pramenů Rakouského státního archivu, uvádí Klaru Peschek (* 19. října 1889) v rejstříku arizovaného majetku vídeňských Židů, kterou tehdy prováděl pro tyto účely zřízený uřad „NS-Vermögensverkehrsstelle”.

### Oskar Pischinger junior (Hamburk)
V roce 1925 založil Oskar Pischinger v Hamburku (městské části Wandsbek) na Johannisstrasse 9-10 firmu s názvem „Oskar Pischinger.“ na jméno jeho manželky Emilie Pischinger. Firmu své manželky vedl jako prokurista. V roce 1928 z firmy vystoupil, aby se vyhnul hrozící exekuci za pohledávky, které jako prokurista podepisoval. V roce 1940 opět do firmy vstoupil, tentokrát jako společník. V roce 1942 byla firma zabavena wehrmachtem a v roce 1944 při bombardování města úplně zničena. Oskar Pischinger junior se proto během války vrátil do Rakouska.

## Poválečné firmy Oskar Pischinger

### Soudní spor Oskar Pischinger junior a firma Oskar Pischinger
V lednu 1949 založil Oskar Pischinger junior ve Vídni neprotokolovanou firmu pod názvem: „Confiserie Oskar P.“, prodej čokoládového zboží, dortů atd., přičemž ho firma Oskar Pischinger (se sídlem na Rotenhofgasse 27-29) zažalovala a on název své společnosti změnil na „Spezial Confiserie O. Pichinger“. 
Vzhledem k tomu, že firma Oskar Pischinger zasáhla i proti tomuto firemnímu názvu, zaregistroval si nakonec v září 1949 komanditní společnost pod názvem „Spezial Confiserie O. Pischinger. Komm. Ges.“ se sídlem v 7. vídeňském okrese na Kaiserstraße 79, ve které byl komplementářem a jeho dva synové komanditními společníky.
V průběhu soudního procesu Oskar Pischinger junior z výše uvedené komanditní společnosti vystoupil a název společnosti byl změněn na „Confiserie Pischinger jun. Komm. Ges.“, ve které byl syn Kurt Pischinger komplementářem. Podle obchodního rejstříku ve Vídni nebyl již Oskar Pischinger společníkem komanditní společnosti. Kurt Pischinger nakonec založil firmu pod vlastním jménem. Oskar Pischinger junior zemřel ve věku 82 let a byl 27. srpna 1969 pochován na hřbitově v Hietzingu.

### Unilever - Bensdorp - Oskar Pischinger
Firma Oskar Pischinger sídlila i po druhé světové válce stále  v 10. okrese na Rotenhofgasse. V 80. letech se stala součástí rakouského potravinářského koncernu Unilever GmbH. Rakouský Unilever GmbH, dceřiná společnost rotterdamské společnosti Unilever NV, je součástí jedné z největších světových společností se značkovým zbožím (potravin, čisticích a pracích prostředků, kosmetiky, chemikálií). 
V období tzv. hospodářského zázraku soustředil rakouský Unilever v Atzgersdorfu výrobu potravin a v Simmeringu výrobu hygienických produktů. V roce 1960 zaměstnával kolem 2200 zaměstnanců. V šedesátých letech Unilever expandoval do oblasti výroby mražených potravin a mimo Vídeň (Großenzersdorf) zřídil nové tovární pobočky. 
V roce 1964 pod sebe na Simmeringu zařadil také výrobu francovky Diana (Diana Franzbranntwein Produktion Dr. Holländer Co.) V roce 1973 získal čokoládové továrny Unilever Bensdorp v Döblingu a Tullnu a brzy na to i firmu Oskar Pischinger ve Favoriten. Na konci 70. let tak měl Unilever vedle továren v Simmeringu a Atzgersdorfu též výrobní závody ve 3. okrese (Favorit Fettwaren GmbH) a 19. okrese (od r. 1959 Bensdorp GmbH):
- Atzgersdorf: výroba stolních olejů (Bona, Vita), a margarínu (Rama, Vita, Thea), původně Kunerolwerke Atzgersdorf AG, výroba 4 P Allpack Verpackungen GmbH,
- Simmering: prací a čisticí prostředky (Cif, Vim, Flipp, Omo, Coral, Sunlicht, Lux), původně Erste österreichische Seifensieder-Gewerks-Gesellschaft Apollo mbH  a Lever & Co., výroba kosmetiky (Lux, Rexona, Diana, Gloria, Mentadent), původně Wiener Parfümerie GesmbH Elida
- Tulln a Döbling: Bensdorp GmbH, čokoládové produkty (oplatky, Oskar Pischinger Wiener Neustadt, Benco) a marmelády (Solo-Konfitüren)
- Großenzersdorf: Unifrost Nahrungsmittel GmbH, výroba mražených produktů a zmrzlin (Eskimo-Iglo GmbH)

### Kurt Pischinger KG - Kurt Pischinger GmbH - Walter Heindl
Dne 7. července 1953 byla založena cukrářská firma Kurt Pischinger KG, Zuckerbäckergewerbe se sídlem na Schottenfeldgasse 72.
V roce 1965 Nejvyšší soud ve Vídni konstatoval, že mezi mladší společností Kurt Pischinger a dlouholetou společností Oskar Pischinger existuje klamná podobnost a že riziko podvodu není vyloučeno ani podtržením křestního jména Kurt. Účinný rozlišovací doplněk shledal u firmy Kurt Pischinger pouze v odkazu na mladší datum založení: „založena v roce 1949“.
Kurt Pischinger (* 7. srpna 1919) zemřel ve Vídni 23. května 1983 a 31. května 1983 byl pochován na hřbitově v Hietzingu.
V roce 1981 koupily firmu Kurt Pischinger čokoládovny Victor Schmidt & Söhne a firma byla zaprotokolována v květnu 1982 pod názvem Schokoladen- und Waffelspezialitätenerzeugung Kurt Pischinger KG. Čokoládovny Victor Schmidt & Söhne se staly v roce 1994 součástí Nestlé. 
Firma Kurt Pischinger GmbH se svou výrobou čokoládových a vaflových specialit byla během prodeje od společnosti oddělena a zůstala v rodinném držení jako soukromá společnost se sídlem ve Vídni na Schottenfeldgasse 72. Od 1. ledna 1995 se stal jediným majitelem firmy Stefan Gaudernak (* 20.05.1954 Vídeň) a firma nesla název: Schokoladen- und Waffelspezialitäten-Erzeugung Kurt Pischinger Komm. Ges., gegründet 1949, GmbH, Handel mit Süßwaren (Výroba čokoládových a vaflových specialit, Kurt Pischinger, komanditní společnost, založena v roce 1949, s.r.o., obchod s cukrovinkami), se sídlem na Schottenfeldgasse 72, kde provozovala pouze velkoobchod.
V roce 2006 nastala další změna vlastnictví a celá značka přešla do majetku cukrářské firmy Walter Heindl.

### Oskar Pischinger OHG (Bavorsko)
V roce 1957 si nechala mnichovská firma Oskar Pischinger, offene Handelsgesellschaft, Schokoladenfabrik na Landsberger Strasse 139 v USA patentovat značku Oskar Pischinger Original.
V srpnu roku 1974 zřídila firma Oskar Pischinger OHG na tovární výrobu jemné čokolády, cukrovinek a dortů (Fabrikmäßige Erzeugung feine Schokoladen, Zuckerwaren und Torten) svoji pobočku (Zweigniederlassung) ve Vídni na Rotenhofgasse 30.
Firmy Oskar Pischinger v Bobingenu (Augsburg) a Dillingenu (Saarbrücken) jsou v majetku firmy Wetzel Oblaten- u. Waffelfabrik, jejíž majitelkou je Marlene Hackspacher, výrobce karlovarských oplatek.